# Ovida
Ovida, o Odiva (fl. 480-482), è stato un generale romano d'Occidente, dell'ultimo imperatore de iure, Giulio Nepote, da lui assassinato, e l'ultimo governante romano della Dalmazia.

## Biografia
Di probabile origine gota, nel 480 Ovida era un comes di Giulio Nepote alla sua corte di Salona, in Dalmazia: in quell'anno, insieme a un altro comes di nome Viatore, assassinò Nepote nella sua villa nei pressi della capitale (25 aprile, 9 maggio o 22 giugno). È possibile che Ovida ambisse al titolo di patrizio che però Nepote intendeva proporre ad Odoacre per tornare in Italia.
Dopo la morte dell'imperatore, forse dietro istigazione del vescovo di Salona ed ex imperatore (deposto da Nepote stesso) Glicerio, Ovida prese il potere in Dalmazia e la difese dall'attacco portatovi dal re degli Eruli Odoacre, il quale prese come scusa della sua invasione la vendetta per la morte di Nepote. Odoacre sconfisse e mise a morte Ovida; le possibili date della morte di Ovida sono riportate da diverse fonti come il 27 novembre o il 9 dicembre del 481 o del 482.